# Oplophoridae
Oplophoridae là một đơn vị phân loại của giáp xác và là đơn vị phân loại con duy nhất của siêu họ Oplophoroidea. Nó chứa các chi sau:
- Acanthephyra A. Milne-Edwards, 1881
- Ephyrina Smith, 1885
- Heterogenys Chace, 1986
- Hymenodora Sars, 1877
- Janicella Chace, 1986
- Kemphyra Chace, 1986
- Meningodora Smith, 1882
- Notostomus A. Milne-Edwards, 1881
- † Odontochelion Garassino, 1994
- Oplophorus H. Milne-Edwards, 1837
- Systellaspis Bate, 1888
- † Tonellocaris Garassino, 1998

## Hình ảnh

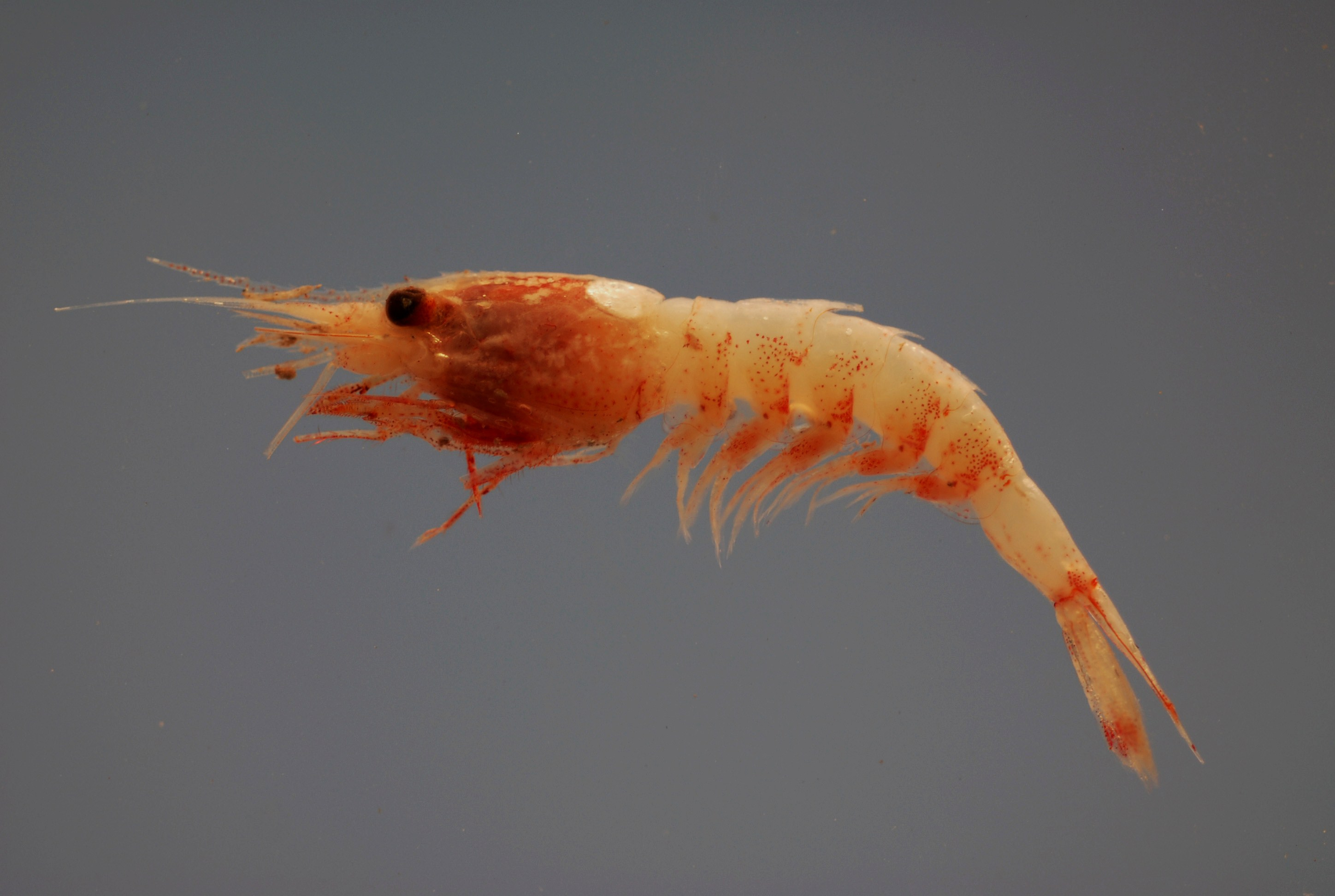

## Liên kết
- Dữ liệu liên quan tới Oplophoridae tại Wikispecies